# Aliprando (vescovo)
Aliprando (... – post 883) è stato un vescovo italiano, nella diocesi di Firenze.
Le notizie certe sulla sua biografia sono molto scarse. Nell'833 è presente al concilio di papa Gregorio IV.
A Siena, con il vescovo di Volterra, fece da giudice circa una contesa tra il presule d'Arezzo e l'abate di Sant'Antimo. 